# Barcugnan
Barcugnan är en kommun i departementet Gers i regionen Occitanien i sydvästra Frankrike. Kommunen ligger i kantonen Miélan som tillhör arrondissementet Mirande. År 2022 hade Barcugnan 104 invånare.

## Befolkningsutveckling
Antalet invånare i kommunen Barcugnan
Referens:INSEE